# China CNR
Pour les articles homonymes, voir CNR.
China CNR était une entreprise publique chinoise de fabrication de trains et de matériel ferroviaire. Elle a fusionné avec China South Locomotive & Rolling Stock Industry Corporation pour donner naissance à CRRC

## Histoire
En octobre 2014, des discussions de fusion entre CNR et CSR sont en cours. Fin décembre 2014, le projet de fusion est officialisé. Des actions CSR seront émises pour les actionnaires de CNR. La cote sera de 1,1 action CSR pour une action CNR.
La société fusionnée se dénomme CRRC Corporation Limited.